# Johanna von Durazzo
Johanna von Durazzo (italienisch Giovanna di Durazzo; * 1344; † 20. Juli 1387 in Neapel) war von 1348 bis 1368 eine Herzogin von Durazzo aus dem älteren Haus Anjou.
Johanna war die älteste Tochter des Herzogs Karl von Durazzo und der Maria von Kalabrien, einer jüngeren Schwester Königin Johannas I. von Neapel. Sie wurde 1347 mit ihrem Cousin Karl Martell verlobt, einem Sohn der Königin Johanna und deren ersten Ehemann Andreas von Ungarn. 1348 wurde Johannas Vater vom ungarischen König Ludwig I. enthauptet, weil dieser ihn für die Ermordung des Andreas von Ungarn verantwortlich gemacht hatte. Ihr Verlobter wurde nach Ungarn verschleppt, wo er in jungen Jahren starb.
Johanna lebte vornehmlich in Neapel und kümmerte sich nicht weiter um ihr Herzogtum, das 1362 bis 1363 von den albanischen Stämmen unter Karl Thopia erstmals belagert wurde. Bei einem zweiten Versuch 1367 hatte dieser Erfolg und nahm die Stadt ein. Johannas erster Ehemann Ludwig von Navarra, Graf von Beaumont-le-Roger, unternahm einen Versuch, Durazzo zurückzuerobern, starb aber 1372 bei den Vorbereitungen. Johanna heiratete 1376 Robert d’Artois. Dessen Vater, Graf Jean d’Artois-Eu, starb 1387. Doch bevor Robert und Johanna darüber informiert werden konnten, fielen sie im Castell dell’Ovo einem Giftanschlag ihrer jüngeren Schwester Margarethe zum Opfer.